# Hughes and Harlow: Angels in Hell
Hughes and Harlow: Angels in Hell è un film statunitense del 1978 diretto da Larry Buchanan e basato sulla vita del produttore cinematografico Howard Hughes e sulla travagliata produzione del kolossal Hell's Angels, interpretato dall'attrice Jean Harlow.

## Trama
Stati Uniti, anni venti. Il produttore cinematografico e magnate dell'aeronautica Howard Hughes e la sua compagna, l'attrice Jean Harlow, sono impegnati nella produzione del film Angels in Hell, un lungometraggio incentrato sulle avventure dei piloti dell'aviazione nel corso della prima guerra mondiale.

## Produzione
Il film è stato prodotto dalla H & H Films e diretto dal regista di B-Movie Larry Buchanan. Nella rappresentazione di Buchanan il film prodotto da Hughes ha il titolo Angels in Hell, nella realtà il film fu distribuito con il titolo Hell's Angels (Gli angeli dell'inferno in Italia). Inoltre, in Hughes and Harlow: Angels in Hell, Hughes e Harlow sono coinvolti sentimentalmente ma nella realtà non c'è stato alcun riscontro di una loro eventuale relazione sentimentale, sebbene una relazione con la Harlow (così come con altre attrici dell'epoca) fu attribuita ad Hughes dalla stampa.

## Distribuzione
Alcune delle uscite internazionali sono state:
- nel gennaio 1978 negli Stati Uniti (Hughes and Harlow: Angels in Hell)
- in Spagna (Ángeles en el infierno)
- in Portogallo (Anjos no Inferno)
- in Finlandia (Enkelit helvetissä)
- in Germania Ovest (Wie Engel in der Hölle)

## Promozione
Le tagline, presenti anche sulla locandina, sono He made Hollywood's greatest anti-war film... She became Hollywood's greatest sex symbol! ("Egli realizzò il più grande film hollywoodiano contro la guerra... Lei divenne il più grande sex symbol di Hollywood!") e Later they were called a lot of things, but in the beginning they were just two kids in love! ("Nel tempo si sono dette di loro un sacco di cose, ma in principio erano solo due ragazzini innamorati!").